# Port lotniczy Cazombo
Port lotniczy Cazombo – krajowy port lotniczy położony w Cazombo, w Angoli.